# Labidochromis maculicauda
Labidochromis maculicauda là một loài cá thuộc họ Cichlidae. Đây là loài đặc hữu của hồ Malawi. Nó thích những nơi có nhiều sỏi đá và sống tại vùng có độ sâu chừng 12 mét (39 ft). Nó đạt chiều dài 6,4 xentimét (2,5 in) SL. Đây cũng là một loài cá cảnh.